# ASKIMO
Die ASKIMO (Austrian SKIMountaineering Organisation for Competitions) ist der nationale Österreichische Fachverband für Wettkampf-Skibergsteigen.
Die Organisation wurde am 10. November 2006 in Altenmarkt gegründet, im Oktober 2007 von der Union Internationale des Associations d’Alpinisme (UIAA) und ihrem International Council for Ski Mountaineering Competitions (ISMC) anerkannt und als Mitglied aufgenommen. Zuvor war für die österreichischen Skibergsteiger die nationale Anbindung an den ISMC und die Teilnahme an internationalen Wettkämpfen nur über den Verband Alpiner Vereine Österreichs (VAVÖ) möglich. Diese Zuständigkeit wurde durch die Verbandsgründung ab 2006 vom ASKIMO übernommen. Im Jahr 2008 entstand auf internationaler Ebene die ISMF (International Skimountaineering Federation) aus der ISMC. Die ISMF (und somit auch der ASKIMO als Mitgliedsverband der ISMF) erlangte 2009 die Anerkennung bei der World Anti-Doping Agency und weiters 2010 die Anerkennung bei der Sportaccord. Auf nationaler Ebene läuft für den ASKIMO seit Oktober 2007 das Verfahren bei der BSO (Österreichische Bundes-Sportorganisation) zur Aufnahme des ASKIMO mit der Sportart „Wettkampf-Skibergsteigen“ als eigenständiger Verband.
Der Verbandssitz ist Gosau in Oberösterreich.

## Gremien
Nachfolgend sind die Gremien des ASKIMO mit Stand der GV vom 11/2012 aufgeführt.

### Vorstand des ASKIMO
- Präsident: Konrad Meindl
- Vizepräsidenten: Werner Brugger und Oliver Schneider
- Generalsekretärin: Anna Spielbüchler
- Kassier: Stefan Schmaranzer
- Fachreferat Training: Alexander Lugger
- Fachreferat Recht: Stefan Krall
- Athletenvertreter: Veronika Swidrak und Jakob Herrmann

Erster Präsident der ASKIMO war von 2006 bis 2010 Karl Posch, der gemeinsam mit Vizepräsident Konrad Meindl den Verband gründete und aufbaute. Die beiden hatten im Jahr 2002 bereits den Austria Skitour Cup (ASTC) ins Leben gerufen und sind die Vorreiter des organisierten Wettkampf-Skibergsteigens in Österreich.
Im Oktober 2010 gab es im Zuge der ordentlichen Generalversammlung Neuwahlen, durch welche der Vorstand neu aufgestellt wurde. Karl Posch trat bei dieser Sitzung von allen statutengemäß festgelegten Ämtern zurück und übernahm ab diesem Zeitpunkt die Funktion des Geschäftsführers im ASKIMO. Konrad Meindl übernahm das Amt des Präsidenten und damit die Führung des Verbands.
Im Februar 2013 wurde Oliver Schneider als zweiter Vizepräsident neben Werner Brugger kooptiert.

### Rechnungsprüfer des ASKIMO
Rudi Kaupe, Gerhard Pilz

### Disziplinarkommission des ASKIMO
Andreas Ringhofer, Mario Billich, Sebastian Ruckensteiner

## Landesorganisationen
Mit Stand 3/2011 existieren sieben ASKIMO Landesorganisationen:
- Kärnten (Präsident: Christoph Oberluggauer)
- Niederösterreich (Präsident: Michael Kräftner)
- Oberösterreich (Präsident: Karl Posch)
- Salzburg (Präsident: Gerald Forchthammer)
- Steiermark (Präsident: Patrick Tritscher)
- Tirol (Präsident: Werner Brugger)
- Vorarlberg (Präsident Gebhard Riedmann)

Unter diesen 7 Landesverbänden sind im ASKIMO österreichweit 47 Mitgliedsvereine mit 6.113 Mitgliedern erfasst (Stand 1/2013).

## Österreichische Meisterschaft (ÖM) im Skibergsteigen
Im Winter 2001/2002 wurde erstmals die Österreichische Meisterschaft im Skibergsteigen ausgetragen, damals noch unter dem VAVÖ. Die Veranstalter des ASTC hatten zu diesem Zweck eine Vereinbarung mit dem VAVÖ geschlossen, wonach alle Verbandsangelegenheiten im VAVÖ lagen, die operativen Tätigkeiten und Rennausrichtungen jedoch innerhalb des ASTC stattfinden konnten. Die ÖM war ursprünglich angelegt als Cupwertung innerhalb des ASTC bei den beiden Rennen „DachSteinBock“ (Russbach/Bundesland Salzburg) und „Auffi muas i“ (Mauterndorf/Bundesland Salzburg). Dieser Modus wurde mit wachsender Anzahl von Rennen bis 2004 beibehalten.
Seit 2005 wurde die ÖM zwar weiterhin innerhalb des ASTC, aber als Einzelveranstaltung abgehalten:
- 2005 „Hoachsunnlauf“ (Steinach am Brenner/Bundesland Tirol)
- 2006 und 2007 „Dachstein Xtreme“ (Schladming/Bundesland Steiermark) (2007 erstmals unter dem ASKIMO)
- 2008 „Rofan Xtreme“ (Maurach am Achensee/Bundesland Tirol)

Bis inklusive 2008 wurde als ÖM im Skibergsteigen nur jeweils der Individualbewerb durchgeführt und gewertet. Seit dem Jahr 2009 wird eine ÖM in zwei Disziplinen (Individual und Vertical) durchgeführt:
- 24. Jänner 2009 ÖM Verticalbewerb: „Champ Or Cramp“ (Spittal an der Drau/Bundesland Kärnten)
- 1. Februar 2009 ÖM Individualbewerb: „Knappen-Königs-Trophy“ (Bischofshofen/Bundesland Salzburg)
- 23. Jänner 2010 ÖM Verticalbewerb: „Champ Or Cramp“ (Spittal an der Drau/Bundesland Kärnten)
- 14. Februar 2010 ÖM Individualbewerb: Achensee Xtreme (Maurach am Achensee/Tirol)
- 22. Jänner 2011 ÖM Verticalbewerb: „Champ Or Cramp“ (Spittal an der Drau/Bundesland Kärnten)
- 27. März 2011 ÖM Individualbewerb: Achensee Xtreme (Maurach am Achensee/Tirol)
- 8. Jänner 2012 ÖM Verticalbewerb: Jennerstier (Berchtesgaden/Deutschland)
- 18. März 2012 ÖM Individualbewerb: Achensee Xtreme (Maurach am Achensee/Tirol)
- 19. Jänner 2013 ÖM Verticalbewerb: „Champ Or Cramp“ (Spittal an der Drau/Bundesland Kärnten)
- 6. April 2013 ÖM Individualbewerb: Hohe Tauern Trophy (Matrei in Osttirol/Tirol), nachdem die ursprünglich geplante Austragung beim Laserzlauf in Lienz wegen Wetterunbilden abgesagt werden musste.

Alle Ergebnisse sind auf der offiziellen Verbandsseite des ASKIMO zu finden.

## Nationalmannschaft
Österreich war das letzte Alpenland, das keine nationale Mannschaft im Skibergsteigen gestellt hatte. Entsendungen zu internationalen Bewerben fanden ab 2002 nur sporadisch und anlassbezogen statt.
Seit der Saison 2007/2008 wird vom ASKIMO ein Österreichischer Nationalkader im Wettkampf-Skibergsteigen geführt und eine Nationalmannschaft zu internationalen Bewerben entsendet.